# Heinrich Baass
Heinrich Baass (* 27. April 1834 in Hamburg; † 16. März 1902 ebenda) war ein deutscher Steuermann und Politiker.

## Leben
Baass gehörte von 1880 bis 1889 der Hamburgischen Bürgerschaft an, er war Mitglied der Fraktion der Rechten.